# Siberische glanslibel
De Siberische glanslibel (Somatochlora graeseri) is een libel uit de familie van de glanslibellen (Corduliidae). De wetenschappelijke naam van de soort werd in 1887 gepubliceerd door Edmond de Selys Longchamps. De Nederlandstalige naam is ontleend aan Veldgids Libellen.

## Synoniemen
- Somatochlora borealis Bartenev, 1910